# Village ibérique de Pico de los Ajos
Le village ibérique de Pico de los Ajos  est un site archéologique situé dans la commune de Yátova (comarque de Hoya de Buñol), dans la province de Valence,.
Il correspond à un établissement humain de la période ibérique fondé au Ve siècle av. J.-C. et perdant de son importance jusqu'au Ier siècle av. J.-C., puis abandonné. Il a été déclaré Bien d'intérêt culturel en 1980.

## Localisation
Le site a été connu archéologiquement en 1949 grâce à une œuvre de Nicolau Primitiu dans laquelle est décrite la présence de constructions, de céramiques et de matériel monétaire. Des travaux ultérieurs ont révélé l'importance de l'enclave et le fort processus de pillage dont elle a été victime.
Le site est situé au sommet de la Sierra Martés (es) à 1 086 m d'altitude, à côté de la rivière Magro, dans la municipalité de Yátova, une municipalité dans laquelle quatre autres sites ibériques sont également situés très proches les uns des autres : Puntal del Viudo, Collado del Viudo, El Peñón et Peñón de Mijares. Il s'agit d'un habitat de type oppidum d'environ 7 hectares qui occupe deux plateaux adjacents reliés par un isthme étroit dans lequel la présence d'une citerne a été confirmée. L'extension de la zone peuplée a été établie à environ 2,15 hectares en deux zones, une sur chaque plateau, qui sont les zones dans lesquelles les vestiges de céramiques sont conservés.

## Description
Comme le révèlent les relevés superficiels effectués sur le site, une rue principale devait traverser le centre du village, sur les côtés de laquelle étaient alignées les maisons et dont certains murs sont conservés. Les principaux éléments architecturaux présents sont défensifs.
Le mur d'enceinte se démarque, présent sur tout son périmètre, le plus robuste sur son versant sud-est car le moins raide et le plus accessible. Dans cette zone sud-est, le mur était complété par une tour avant de 26 m2. De cette tour, sont conservées ses quatre tronçons très détériorées, ainsi que le socle d'une hauteur maximale de 1,8 m sur lequel elle a été construite. Devant la tour, se trouve un fossé en V creusé dans la roche géologique mesurant 6,25 m de longueur, entre 5 et 2,8 m de largeur et entre 2 et 3 m de profondeur, accessible de l'extérieur par une sorte de passerelle en bois (par déduction de la présence des ancres sculptées). La fosse aurait également servi de carrière pour le reste des constructions. Depuis l'accès par les douves jusqu'à la porte principale du mur, un chemin étroit était parallèle aux défenses de telle sorte qu'il renforçait le contrôle du passage. Ce modèle est largement représenté dans d’autres villes ibériques de l’est de la péninsule.
À partir des matériaux céramiques présents, il a été établi que l'enclave avait sa pleine fonctionnalité au IVe siècle av. J.-C. pour perdre de l'importance jusqu'au Ier siècle av. J.-C., est abandonné. Le villag devait représenter à l'époque l'un des principaux éléments d'articulation de la zone adjacente grâce à la proximité de la vallée du Magro qui servait de voie de communication avec les colonies de Requena, du village ibérique de la Muela de Arriba et du village ibérique fortifié de Los Villares. Il contrôlait une zone très fertile et facilement défendable, établissant également un contact visuel avec la ville fortifiée de Cerro Santo, située à 12 kilomètres. La force économique de ses habitants est attestée par la présence d'une grande quantité de céramiques attiques et phéniciennes importées , de céramiques ibériques de qualité remarquable comme le Vaso de los hipocampos ou de documents à caractère administratif-judiciaire comme les inscriptions au plomb écrites en alphabet ibérique oriental (connu sous le nom de Plomos del Pico de Los Ajos (es)).

## Galerie

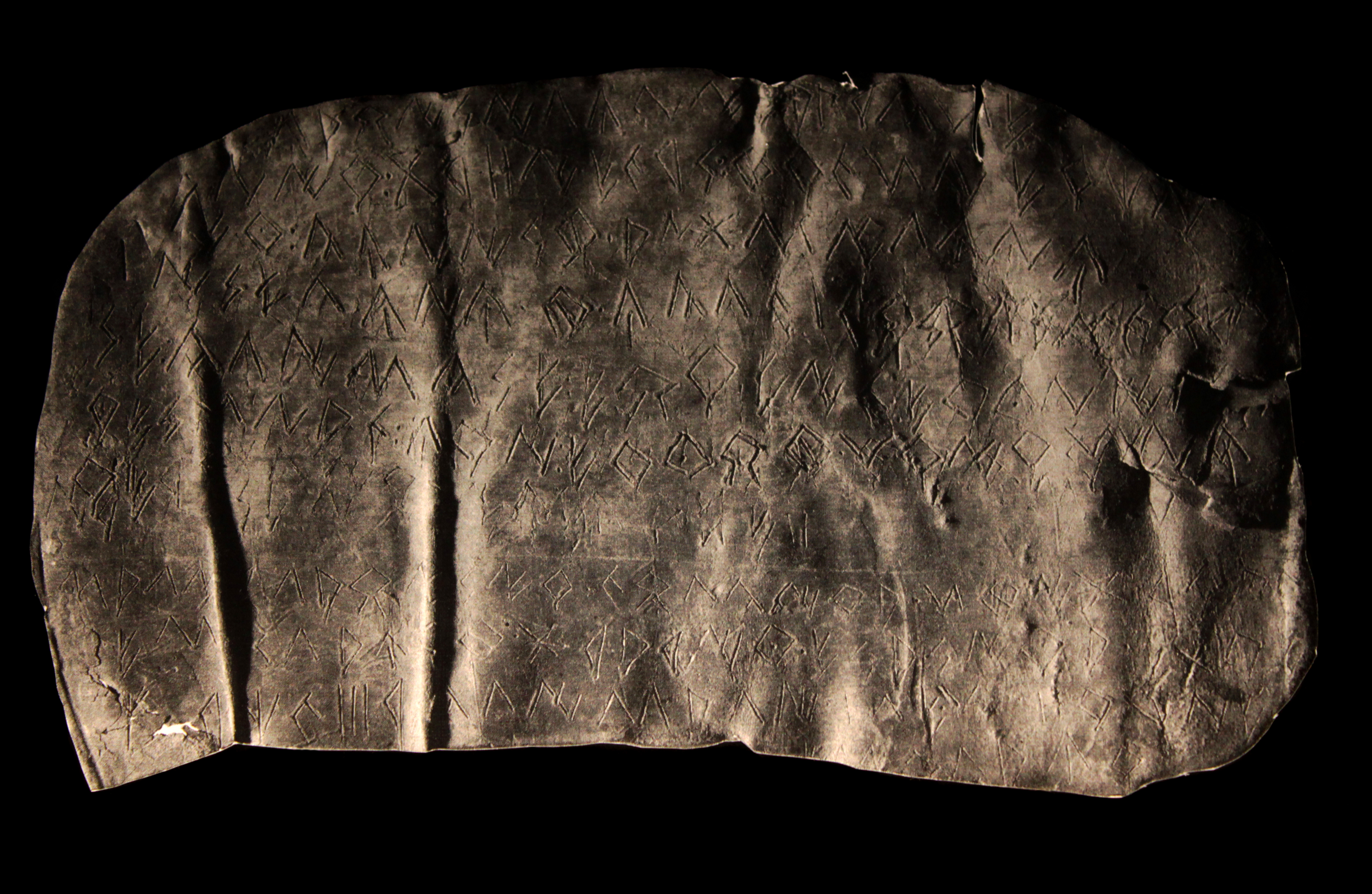
Plomb de Pico de los AJos II.
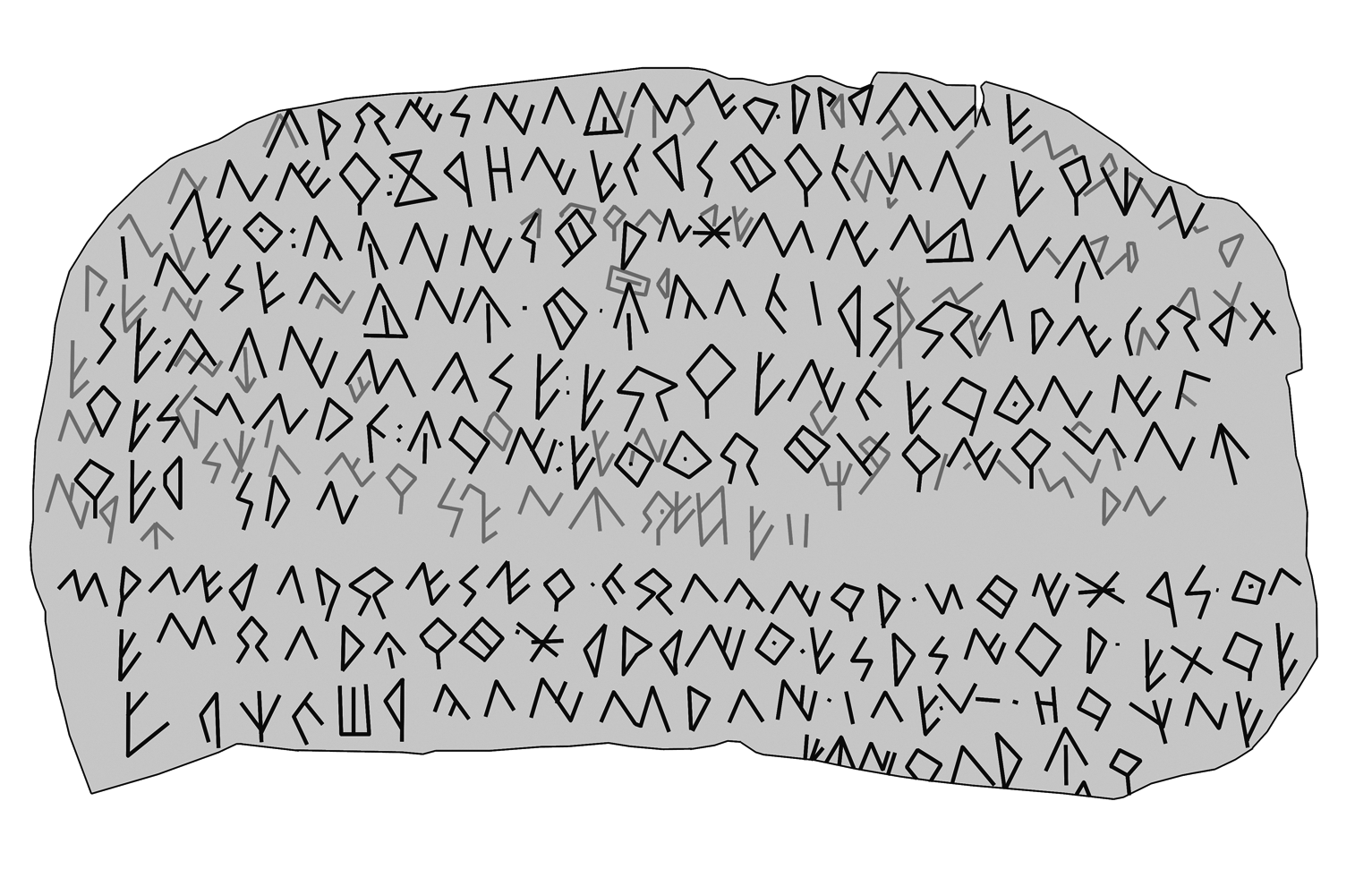
Texte du plomb II.
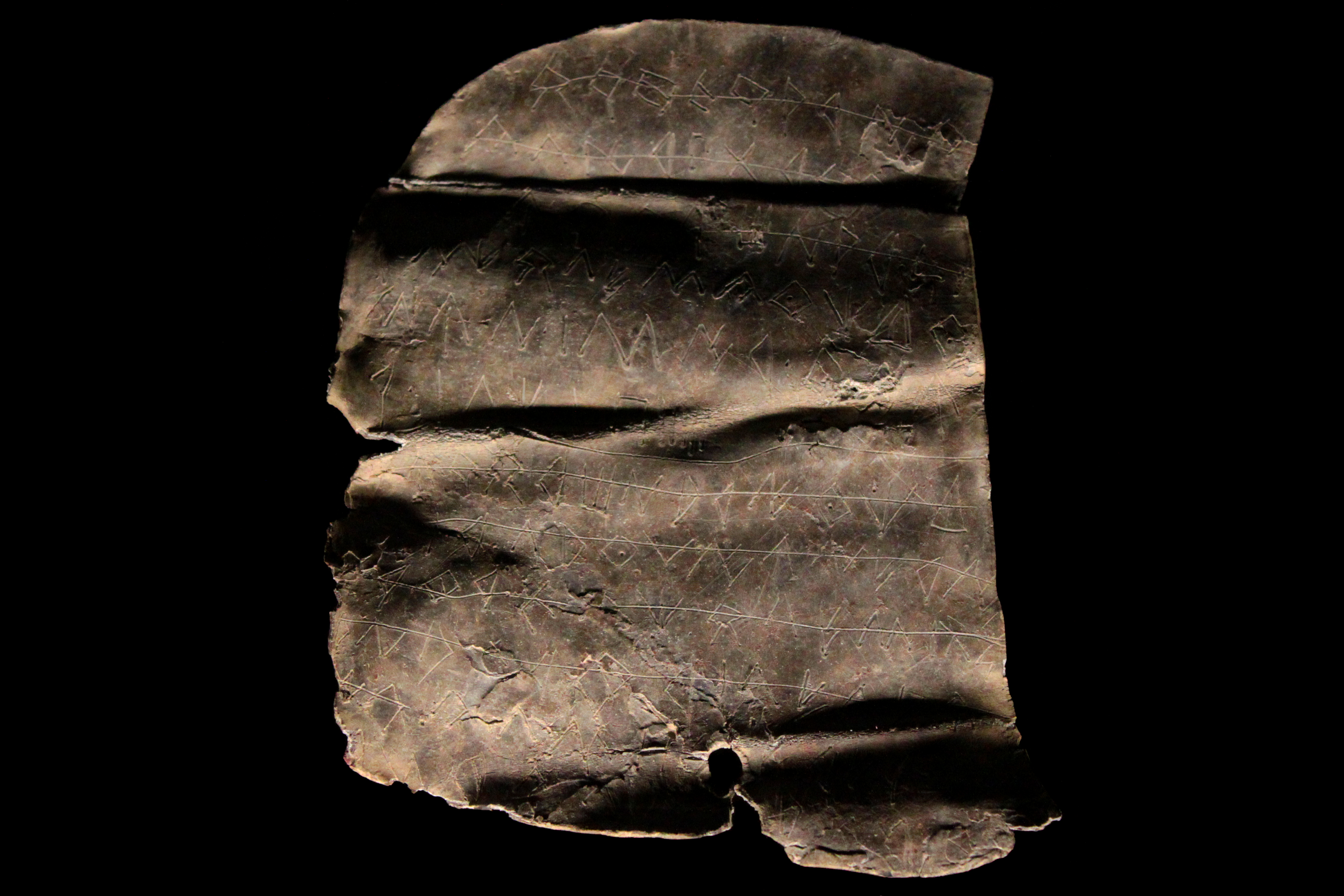
Plomb de Pico de los Ajos III.
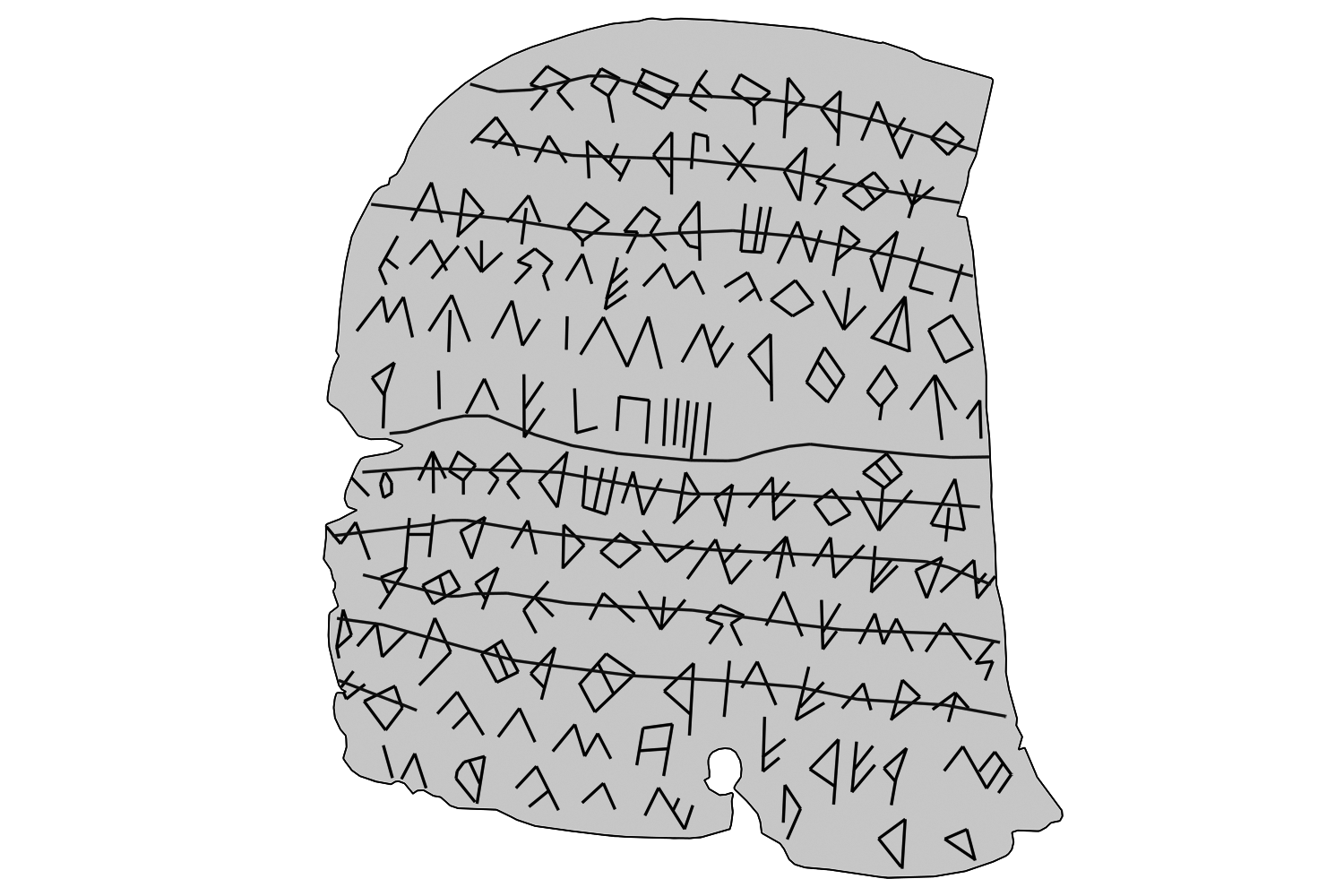
Texte du plomb III.